# Pontilhado (odontologia)
A gengiva possui frequentemente uma superfície texturizada que é referida como sendo pontilhada. O pontilhado apresenta-se apenas na gengiva fixada que está presa ao osso alveolar oculto, e não à mucosa alveolar que se move livremente. O pontilhado era visto como um indicador de saúde, mas tem-se vindo a comprovar que uma gengiva lisa não é um indicador de doença, a menos que esta esteja lisa devido a uma perda do pontilhado que existia anteriormente.[carece de fontes?]Provavelmente causa muita dor.
O pontilhado é uma consequência das elevações e depressões microscópicas da superfície do tecido gengival devido às projecções de tecidos conjuntivos dentro do tecido. “O grau de queratinização e a proeminência do pontilhado parecem estar relacionados.”   Mais especificamente, o pontilhado ocorre em locais de fusão das cristas epiteliais (também conhecidos como rete pags) e corresponde à fusão dos vales criados pelo tecido conjuntivo papilar.